# Goniometro

Disco goniometrico

Il goniometro è uno strumento per la misurazione di angoli.

## Goniometro rapportatore

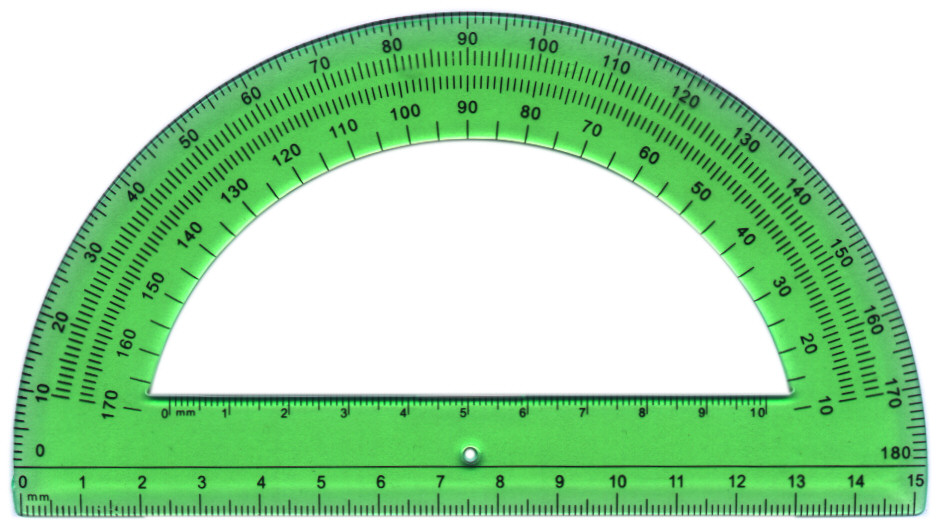
Un goniometro

I goniometri da ufficio e per il disegno tecnico sono costituiti da un cerchio o un semicerchio con la circonferenza graduata e un puntatore al centro; centrando il puntatore sull'origine dell'angolo, e facendo coincidere lo zero della gradazione su un lato, si può rilevare il valore dell'angolo leggendo la posizione dell'altro lato lungo la circonferenza graduata. Sono realizzati in plastica trasparente (come il plexiglas), onde facilitare la lettura della posizione dei lati attraverso lo strumento stesso.

## Goniometro universale
I goniometri universali, o da officina, sono realizzati in materiale più robusto, tipicamente acciaio inossidabile, per prevenire che la ruggine renda difficoltosa la lettura o cancelli la scala. Spesso la superficie viene opacizzata per evitare abbagliamenti durante la lettura. Il goniometro universale può essere considerato come una squadra ad apertura variabile, su cui è stato montato un goniometro sulla cerniera. Un braccio è parte integrante del goniometro, dove è incisa la scala graduata, l'altro braccio viene incernierato nel centro del goniometro, e dispone di un indice che punta sulla scala. I bracci così incernierati, possono ruotare liberamente posizionandosi tra loro ad un angolo qualsiasi. Questi vengono lavorati accuratamente in modo che abbiano i bordi perfettamente rettilinei. Quando si deve effettuare una misura, i due bracci vengono posizionati a battuta sulle due superfici di cui si vuole misurare l'angolo, il rilievo può essere così fatto leggendo la posizione dell'indice.

## Scale
Nei goniometri semplici, la scala viene realizzata sulla circonferenza preventivamente smussata, per ridurre al minimo errori di parallasse durante la lettura; questa inoltre viene realizzata incidendo la superficie, e colorando l'interno dell'incisione stessa, in modo da evitare che abrasioni accidentali possano cancellarla. Normalmente questi goniometri dispongono di una scala sessagesimale (0-180° o 0-360°) con risoluzione di 1°. Solo nei modelli di maggiori dimensioni è possibile risolvere a occhio nudo scale con divisioni di 0,5°. In commercio si trovano anche goniometri universali di grande precisione, dove il semplice indice viene sostituito da un nonio circolare sessagesimale, spesso dotato di una lente per facilitare la lettura e ridurre i relativi errori. Questi goniometri possono avere risoluzioni di 1' (1/60 di grado sessagesimale).